# Maciej Kostrzewski
Maciej Tymoteusz Kostrzewski – polski ekonomista, doktor habilitowany nauk społecznych, profesor na Uniwersytecie Ekonomicznym w Krakowie oraz adiunkt na Akademii Górniczo-Hutniczej im. Stanisława Staszica w Krakowie.

## Kariera naukowa
W 2000 roku na Uniwersytecie Jagiellońskim uzyskał tytuł magistra matematyki. W tym samym roku został zatrudniony na Akademii Górniczo-Hutniczej im. Stanisława Staszica w Krakowie. W 2006 roku na Wydziale Zarządzania Uniwersytetu Ekonomicznego w Krakowie uzyskał stopień doktora nauk ekonomicznych na podstawie rozprawy pt. Bayesowska analiza finansowych szeregów czasowych modelowanych procesami dyfuzji, której promotorem był Jacek Osiewalski. W 2012 roku został zatrudniony na tejże uczelni, a w 2020 roku uzyskał na niej stopień doktora habilitowanego nauk społecznych  na podstawie pracy pt. Bayesowskie modele dyfuzji i stochastycznej zmienności ze skokami oraz ich zastosowania na rynkach finansowych i towarowych.